# 白斑黑石鶺
白斑黑石鵖（学名：Saxicola caprata），俗稱小黑白(Pied Bushchat)，常見的觀賞鳥，屬雀形目鶲科石鵖屬的鸟类。
白斑黑石鵖以往曾被動物學家列入鶇科，但現在普遍認為是鶲科的成員。

## 亚种
- 白斑黑石鵖西南亚种（学名：Saxicola caprata burmanica）。分布于印度、孟加拉、缅甸、泰国、老挝、越南、柬埔寨以及中国大陆的四川、云南等地。该物种的模式产地在缅甸Pegu。[3]

## 分佈地域
分布于亚洲的阿富汗、伊朗、伊拉克、巴基斯坦、印度、孟加拉、中国南疆诸邻国、斯里兰卡、菲律宾、印度尼西亚以及中国的四川、云南等地，多见于开阔沟谷地带以及常停息于田边灌木丛、矮树、小树等的梢端部或电线上。该物种的模式产地在菲律宾吕宋。

## 特徵
雄鳥的全身黑色，翼上具白斑，腰部近尾處白色。雌鳥翼無白斑，體色較淺，多具褐色縱紋，腰淺褐色。雄鳥在鳴唱或興奮時尾部會向上翹。

## 食物
以昆蟲為食，與其他鶺一樣，喜歡在較低的棲木中覓食。

## 繁殖與保護
本物種未列入瀕危名單，但受到非法鳥類貿易的嚴重威脅。

## 白斑黑石鶺與鳥類貿易
白斑黑石鵖鳴聲清脆悅耳，長相清秀，在中國是傳統的寵物鳥類，亦是中國非法鳥市中交易量最大的鳥類之一。但白斑黑石鵖始終沒有實現人工飼養條件下的繁殖，因此鳥類貿易中所有的白斑黑石鶺均直接從野外捕捉，這種非法鳥類貿易對野生鳥類種群造成極大的威脅，主要體現在以下幾點：
- 在原產地的捕捉有可能會對本物種的生存構成威脅，造成野外種群的滅絕。
- 在輸入地的逃逸和重新野化有可能造成外來物種入侵破壞輸入地本地鳥類種群結構。
- 有可能給輸入地帶來新的傳染疾病在輸入地土著種群中蔓延。